# TikTok
 (транскр.  Тикток), и његов кинески пандан Douyin (кин: 抖音; пин: Dǒuyīn, транскр.  Доујин), је услуга видео-хостинга у власништву кинеског предузећа ByteDance. Садржи видео-записе које објављују корисници, у трајању од три секунде до 60 минута.
Од самог покретања, TikTok и Douyin су стекли глобалну популарност. У октобру 2020. премашили су две милијарде мобилних преузимања широм света. Morning Consult је прогласио TikTok трећим брендом с најбржим растом током 2020. године, после платформи Zoom и Peacock. Cloudflare га је рангирао као најпопуларнији веб-сајт 2021. године, надмашивши google.com.

## Историја

### Еволуција
је покренуо Douyin у септембру 2016. године у Пекингу, првобитно под именом A.me, пре него што је у децембру 2016. преименован у Douyin (кин: 抖音). ByteDance је планирао да се Douyin прошири у иностранство. Оснивач ByteDance-а, Џанг Јиминг, изјавио је да „у Кини живи само једна петина корисника интернета на глобалном нивоу. Ако се не проширимо на глобалном нивоу, сигурно ћемо изгубити од вршњака који гледају четири петине. Дакле, глобални развој је неопходан.” Douyin је развијен за 200 дана и у року од годину дана имао је 100 милиона корисника, са више од милијарду видео-записа који се гледају сваки дан.
Апликација је покренута као TikTok у септембру 2017. на међународном тржишту. Дана 23. јануара 2018. године, апликација TikTok заузела је 1. место међу бесплатним преузимањима апликација у продавницама апликација у Тајланду и другим земљама.
TikTok је преузет више од 130 милиона пута у Сједињеним Државама, а достигао је 2 милијарде преузимања широм света, према подацима мобилне истраживачке фирме Sensor Tower која не садржи кориснике Android-а у Кини.
У Сједињеним Државама, многе познате личности, као што су Џими Фалон и Тони Хок, почеле су да користе апликацију у 2018. Остале познате личности, као што су Џенифер Лопез, Џесика Алба, Вил Смит и Џастин Бибер, такође су се придружиле TikTok-у, а многе друге познате личности су уследиле.
Дана 3. септембра 2019. године, TikTok и америчка Национална фудбалска лига (НФЛ) најавили су вишегодишње партнерство. Договор је постигнут само два дана пре почетка 100. сезоне НФЛ-а на Солџер филду, где је TikTok био домаћин навијачима у част договора. Партнерство подразумева покретање званичног налога НФЛ-а на TikTok-у, који ће донети нове маркетиншке могућности, као што су спонзорисани видео-записи и изазови са хаштагом. У јулу 2020, TikTok, без Douyin-а, пријавио је близу 800 милиона месечно активних корисника широм света након мање од четири године постојања.

### Спајање са-јем
Дана 9. новембра 2017. године, матично предузеће TikTok-а, ByteDance, потрошило је до милијарду долара на куповину Musical.ly-ја, стартапа са седиштем у Шангају са представништвом у иностранству у Санта Моници. Musical.ly била је видео-платформа на друштвеним медијима која је корисницима омогућила да стварају кратке видео-записе за усну синхронизацију и комедије, првобитно објављена у августу 2014. Био је добро познат, посебно млађој публици. Надајући се да ће искористити базу младих корисника америчке дигиталне платформе, TikTok се 2. августа 2018. године спојио са Musical.ly-јем како би створио већу видео-заједницу, са постојећим налозима и подацима обједињеним у једну апликацију, задржавајући наслов TikTok. Овим је угашен Musical.ly и чини TikTok светском апликацијом, без Кине, будући да Кина већ има Douyin.

### Проширење на друга тржишта
Од 2018. године, TikTok је био доступан на више од 150 тржишта и на 75 језика. TikTok је преузет више од 104 милиона пута у продавници апликација Apple-а током целе прве половине 2018. године, према подацима које је CNBC-ју доставио Sensor Tower.
Након што су се у августу спојили са Musical.ly-јем, преузимање се повећало и TikTok је постао најпреузиманија апликација у САД-у у октобру 2018. године, што је Musical.ly већ једном учинио. У фебруару 2019. године, TikTok. заједно са Douyin -ом, достигао је милијарду преузимања широм света, без инсталације Android-а у Кини. Медији су 2019. године цитирали TikTok као седму најпреузиманију мобилну апликацију деценије, од 2010. до 2019. године. Такође је 2018. и 2019. године била највише преузимана апликација у продавници апликација Apple-а, надмашивши Facebook, YouTube и Instagram. У септембру 2020. године, потврђен је договор између ByteDance-а и Oracle-а у којем ће Oracle послужити као партнер за пружање клауд хостинга. Walmart намерава да инвестира у TikTok. Овај договор се зауставио 2021. године, пошто је новоизабрано министарство правде председника Бајдена обуставило претходну забрану САД-а под управом председника Трампа. У новембру 2020. године, TikTok је потписао уговор о лиценцирању са -ом. У децембру 2020. године, Warner Music Group потписао је уговор о лиценцирању са -ом.
У јулу 2023. TikTok излази на бразилско и индонезијско тржиште са новом апликацијом за слушање музике као дриектна замена за Resso са апликацијом 

## Корисници
је најпопуларнији међу млађим корисницима, с обзиром да је 41% његових корисника старости између 16 и 24 године. Од 2021. био је најпопуларнија друштвена мрежа међу генерацијом Z, док је њих 90% рекло да свакодневно користе апликацију. У марту 2023. TikTok је увео ограничење коришћења апликације за малолетне кориснике, уз бројне друге забране на апликацији које су присутне за малолетнике.
TikTok је обезбедио платформу за кориснике да стварају садржај не само за забаву већ и за новац. Како је платформа значајно порасла у протеклих неколико година, омогућила је компанијама да се оглашавају и тако лакше дођу до публике. Помоћу алгоритма вештачке интелигенције, TikTok такође доприноси маркетиншком потенцијалу инфлуенсера, јер приказује садржај према преференцијама корисника.